# Мемориальная медаль Биспема
Мемориальная медаль Биспема (англ. Bispham Memorial Medal Award) — американская премия в области академической музыки. Вручалась в 1924—1942 г. чикагским Обществом американской оперы (англ. American Opera Society) композиторам — авторам опер. Медаль была названа в честь знаменитого американского певца Дэвида Биспема, неустанно пропагандировавшего необходимость исполнения в США опер на английском языке (переводных или оригинальных). Инициатором учреждения медали и основным организатором её присуждения была композитор Элинор Эверест Фрир.
Среди композиторов, награждённых медалью, были Фредерик Конверс (за оперу «Труба желания» — первую американскую оперу, поставленную в Метрополитен Опера), Джордж Гершвин (за оперу «Порги и Бесс»), Бернард Роджерс (за оперу «Свадьба Альды»), Луис Грюнберг (за оперу «Император Джонс»), Говард Хансон (за оперу «Мерри-Маунт») и др.